# استفان فورستنر
استفان فورستنر (انگلیسی: Stephan Fürstner؛ زادهٔ ۱۱ سپتامبر ۱۹۸۷) بازیکن فوتبال اهل آلمان است.
از باشگاه‌هایی که در آن بازی کرده‌است می‌توان به باشگاه فوتبال بایرن مونیخ ۲، باشگاه فوتبال گروتر فورث، باشگاه فوتبال یونیون برلین، و باشگاه فوتبال بایرن مونیخ اشاره کرد.
وی همچنین در تیم‌های ملی فوتبال جوانان آلمان و زیر ۲۱ سال آلمان بازی کرده‌است.